# Giulio Barni
Giulio Barni (Firenze, 28 gennaio 1886 – Padola, 6 settembre 1915) è stato un sindacalista italiano, volontario di guerra.

## Biografia
Nato a Firenze da Alamanno Barni, s'impegnò sin da giovane nell'attività sindacale.
Nei primi anni del 1900, in seguito ad alcuni problemi giudiziari, si trasferì in Svizzera, prendendo a risiedere in Canton Ticino, ed entrando in contatto con il variegato ambiente degli esuli politici italiani ivi stanziati. In quegli anni, divenne buon amico del socialista ticinese Guglielmo Canevascini, col quale avrebbe poi stretto una solida collaborazione.

In seguito, tornato in Italia, si dedicò all'organizzazione della Camera del Lavoro di Brescia, dedicandosi anche a una prolifica attività di pubblicista.

Nel gennaio del 1910, Barni fu chiamato ad assumere la direzione del Segretariato trentino del lavoro, insieme a quella del settimanale L'Avvenire del Lavoratore. In Trentino, egli si dedicò attivamente al coordinamento delle organizzazioni socialiste della regione, cercando, nel contempo, di ricostituire il locale partito socialista.

Alla fine del 1910, accusato di aver provocato le dimissioni di Augusto Avancini dalla carica di deputato al parlamento di Vienna, Barni fu allontanato dai suoi incarichi. Lasciò dunque il Trentino, portandosi a Trieste, ove fondò il periodico L'Azione Socialista, pubblicando anche vari scritti con lo pseudonimo di Guido Camber.

Nel 1912 fece ritorno in Ticino, stabilendosi a Lugano, e partecipando alla vita culturale del Cantone, collaborando, in particolare, con un altro rifugiato italiano di primo piano, Angelo Oliviero Olivetti.
Nel novembre del 1913, in seguito ad alcune sue esternazioni giornalistiche, fu espulso dalla Svizzera, tornando in Italia e dedicandosi nuovamente all'attività sindacale.

### La Prima Guerra Mondiale
Nel 1914, fu sorpreso dallo scoppio della prima guerra mondiale, che fece maturare in lui idee schiettamente interventiste, conducendolo su posizioni assai vicine a quelle espresse, negli stessi mesi, da personaggi quali Filippo Corridoni e il già citato Olivetti.
Nel 1915, all'entrata in guerra del Regno d'Italia, Barni decise dunque di arruolarsi volontario nel Regio Esercito Italiano.

Fu dunque assegnato al 69º Reggimento fanteria della Brigata "Ancona", col quale raggiunse il fronte, ottenendo il grado di caporale.

Cadde in combattimento il 6 settembre del 1915, in Val Padola.

## Opere
- Tradimenti e traditori. Socialismo e socialisti nel Trentino, Trento, 1911.
- L'industria del granito e lo sviluppo economico del Canton Ticino, Lugano, 1913.